# Gustav Charlé

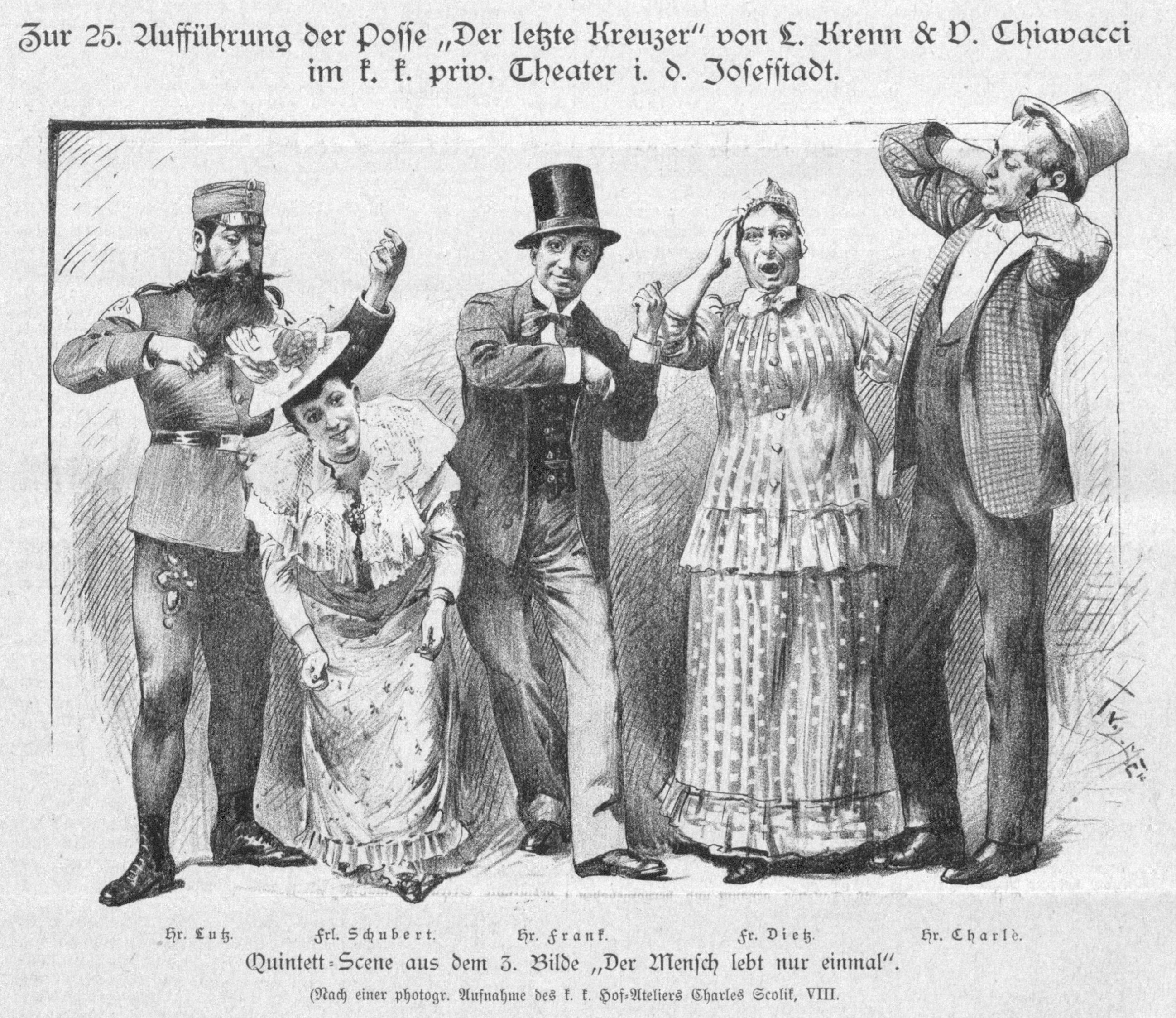
Gustav Charlé (ganz rechts) mit anderen Schauspielern in der Posse Der letzte Kreuzer (1894)

Gustav Adolf Charlé, auch Gustav Scharlé, bis 1902 Gustav Schacherl (28. Februar 1871 in Wien – nach 1941) war ein österreichischer Schauspieler, Sänger (Tenor), Komiker und Theaterleiter.

## Leben
Charlé, Sohn eine Tuchfabrikanten, sollte sich dem Kaufmannsstande widmen, doch schloss er sich 1889 in Oberhollabrunn eine reisenden Operettengesellschaft an, mit welcher er halb Niederösterreich durchwanderte. Von Amstetten wurde er als Liebhaber nach Salzburg engagiert, wo ihn Max Hofpauer sah und man ihn für das Münchner Ensemble verpflichtete. Die nächsten Jahre wirkte er am Theater in der Josefstadt und am Friedrich Wilhelmstädtischen Theater in Berlin, begab sich 1897 nach New York, wo er u. a. den Zauberer am Nil aufführte und trat noch im selben Jahre als Gesangskomiker in den Verband des Brünner Stadttheaters.
Obwohl mehr jugendlicher Komiker im Schau- und Lustspiel, galt Charlé doch als einer der beliebtesten Operettensänger der österreichischen Provinz (Vogelhändler, Obersteiger, Don Cesar etc.).
Sein liebenswürdiges Spiel, sein erquickender Humor und sein hübscher Gesangsvortrag fanden allgemeine Anerkennung. Sein Lieblingsfach blieb jedoch immer das Volksstück, in welchem er auch entsprechende und erfolgreiche Verwendung fand.
Zwischen 1895 und 1904 war er mit Louise Streitmann, der Ex-Frau des Schauspielers Karl Streitmann, verheiratet.
Von 1920 bis 1927 war er in mehreren Stummfilmen zu sehen.
Charlé war jüdischer Herkunft, ließ sich jedoch 1902 taufen. Er wird letztmals 1941 in Lehmanns Wohnungs-Anzeiger verzeichnet. Er wurde möglicherweise 1942 in Auschwitz ermordet.

## Filmografie
- 1920: Schwarzwaldmädel
- 1926: Parkettsessel 47
- 1927: Das tanzende Wien. An der schönen blauen Donau. 2. Teil